# خانه کلانتر
خانه کلانتری بسطاق
خانه کلانتری بسطاق یک خانه تاریخی است که در روستای بسطاق از توابع شهرستان سرایان قرار دارد، این خانه توسط حاج یوسف خان کلانتری معروف به حاجی خان احداث گردیده است، 
حاجی خان یکی از شخصیت های بزرگ در منطقه فردوس در دوره قاجار و پهلوی بوده است.مقبره ایشان در جوار آرامگاه توران شاه در سرایان قرار دارد.این خانه به عنوان یک اثر ملی با شماره  ٢٩٩۴١ در فهرست آثار ملی ایران به ثبت رسیده است.
خانه کلانتر در داخل بافت تاریخی روستای بسطاق به سبک چهار صفه دارای ویژگی‌های معماری ایرانی منطبق بر شرایط ویژه اقلیمی  منطقه است و شامل سردر ورودی، دالان، حیاط، ایوان‌ها، مطبخ، اطاق‌های متعدد و انبار است.
محور اصلی بنا در جهت شمال غربی- جنوب شرقی قرار دارد که از مرکز حیاط می‌گذرد و چهار ایوان یا چهار صفه بنا در چهار ضلع  حیاط واقع شده‌اند که ایوانها دارای طاق جناغی بوده و پوشش آنها به صورت طاق و تویزه است.
1. ↑  «دانشنامهٔ تاریخ معماری و شهرسازی ایران‌شهر». وزارت راه و شهرسازی. بایگانی‌شده از روی نسخه اصلی در ۶ اکتبر ۲۰۱۹. دریافت‌شده در ۱۰ اکتبر ۲۰۱۹.